# Frantar
Frantar je priimek v Sloveniji, ki ga je po podatkih Statističnega urada Republike Slovenije na dan 1. januarja 2010 uporabljalo 185 oseb in je med vsemi priimki po pogostosti uporabe uvrščen na 2.341. mesto.

## Znani nosilci priimka
- Alenka Frantar, novinarka
- Anton Gašper Frantar (1948 - 2021), pravnik, vrhovni sodnik, predsednik državne volilne komisije
- Marija Frantar (1956 - 1991) alpinistka, himalajistka
- Peter Frantar, hidrogeograf, hidrogeolog?
- Svetozar Frantar (1911 - 2001), igralec, gledališčnik, kulturni delavec, zbiralec, pravnik (Kamnik)
- Vladimir Frantar (*1946), dramaturg, TV-urednik, publicist, prev.